# 瑞穂市役所
瑞穂市役所（みずほしやくしょ）は、地方公共団体である岐阜県瑞穂市の組織が入る施設。

## 所在地
穂積庁舎
〒501-0293 岐阜県瑞穂市別府1288番地
巣南庁舎
〒501-0392 岐阜県瑞穂市宮田300番地2

## 開庁時間
午前8時30分より午後5時15分（土曜日、日曜日、祝日、休日、年末年始は除く）

## 業務内容
- 穂積庁舎
  - 企画部、総務部、市民部、福祉生活課・健康推進課、会計課、議会事務局、監査委員事務局）
- 総合センター（穂積庁舎に隣接）
  - 地域福祉高齢課
- 巣南庁舎
  - 都市整備部、環境水道部、教育委員会、巣南庁舎管理部

## 新庁舎建設計画
- 穂積庁舎の老朽化もあり、2017年（平成29年）に瑞穂市庁舎将来構想がまとめられ、穂積庁舎と巣南庁舎の2庁舎体制の解消し、1庁舎体制とすることが計画され[2]、2019年（平成31年）に瑞穂市新庁舎建設基本構想がまとめられた[3]。新庁舎の建設場所は、現巣南庁舎敷地、現穂積庁舎敷地、旭化成（旭化成建材）穂積工場グランド、朝日大学南付近、瑞穂市只越地区が検討されており[4]、2032年度の供用開始を目指している。

## アクセス
- JR名古屋駅より約25分
- JR穂積駅より約5分
- JR岐阜羽島駅より車で約21分

## その他
- 2005年から2019年まで、穂積庁舎2階にFMわっちのサテライトスタジオ「さくらスタジオ」が設置されており、瑞穂市の情報番組などが放送されていた。